# Троїцьке сільське поселення (Нанайський район)
Тро́їцьке сільське поселення (рос. Троицкое сельское поселение) — сільське поселення у складі Нанайського району Хабаровського краю Росії.
Адміністративний центр та єдиний населений пункт — село Троїцьке.

## Населення
Населення сільського поселення становить 4690 осіб (2019; 5143 у 2010, 5725 у 2002).